# Okręg Caen
Okręg Caen (fr. Arrondissement de Caen) – okręg w północnej Francji. Populacja wynosi 409 tysięcy.

## Podział administracyjny
W skład okręgu wchodzą następujące kantony:
- Bourguébus,
- Bretteville-sur-Laize,
- Cabourg,
- Caen-1,
- Caen-2,
- Caen-3,
- Caen-4,
- Caen-5,
- Caen-6,
- Caen-7,
- Caen-8,
- Caen-9,
- Caen-10,
- Creully,
- Douvres-la-Délivrande,
- Évrecy,
- Falaise-Nord,
- Falaise-Sud,
- Morteaux-Coulibœuf,
- Ouistreham,
- Thury-Harcourt,
- Tilly-sur-Seulles,
- Troarn,
- Villers-Bocage.